# Petardo Stobi
Il petardo Stobi fu una bomba a mano italiana impiegata dal Regio Esercito durante la prima guerra mondiale. 

## Tecnica[1]
L'ordigno era caratterizzato da un corpo cilindrico in lamiera con un foro che accoglie il cilindro della spoletta ad impatto costituita da una sfera che uscendo dalla propria sede, liberava il percussore dopo l'urto, per evitare esplosioni indesiderate la sfera era tenuta ferma tramite una sicura che doveva essere tolta prima del lancio. Il corpo era verniciato di verde e grigio e sopra erano riportate in nero le istruzioni per l'uso.